# Kristi Vangjeli
Kristi Vangjeli, född 5 september 1985 i Korça, är en albansk fotbollsspelare (försvarare) som för närvarande spelar för den albanska klubben Skënderbeu Korçë och för Albaniens herrlandslag i fotboll. Innan han kom till Skënderbeu spelade han för Aris Thessaloniki i den Grekiska Superligan och Tjornomorets Odesa i Ukraina. Vangjeli spelar vanligen högerback, men kan även spela till vänster vilket han gjort för både klubblag och internationellt.

## Karriär

### Skënderbeu Korçë
Vangjeli började spela fotboll vid 5 års ålder i sin hemmaklubb, Skënderbeu Korçë. Han stannade i Korçaklubben i 5 år, tills han var 10 år gammal, där han spelade tillsammans med sin bror Pavli.

### Grekland
År 1997 åkte hans bror Pavli på ett två månaders provspel med den grekiska klubben PAOK FC och när klubben skrev kontrakt med Pavli flyttade hela familjen till Thessaloniki i Grekland. År 1998 började Kristi spela för Agios Georgios och efter två år, vid 15 års ålder, flyttades han upp till A-laget. År 2003 flyttade Kristi till Aris FC, där han sedan kom att spela över 100 matcher innan han den 30 augusti 2011 skrev på för den ukrainska klubben FK Tjornomorets Odessa.

### Internationell karriär
Vangjeli började sin internationella karriär för Albaniens U21-landslag år 2004. Sedan år 2007 spelar han för Albaniens herrlandslag i fotboll och har hittills gjort 34 landskamper.

## Meriter
Aris FC
- Grekiska cupen, finalist (3): 2004/2005, 2007/2008, 2009/2010
- Grekiska Fotbollsligan, uppflyttning (1): 2005/2006